# Nueces
Nueces – rzeka w południowo-zachodnich Stanach Zjednoczonych, w stanie Teksas, o długości 507 km.
Źródła rzeki znajdują się na Płaskowyżu Edwardsa w Hrabstwie Real, około 80 km na północ od miasta Uvalde. Rzeka płynie na południe poprzez region Texas Hill Country. Na wysokości Carrizo Springs skręca na wschód i przepływa obszar równin południowego Teksasu. W Mathis wypełnia zbiornik Corpus Christi. Następnie w mieście Corpus Christi wpływa do Zatoki Corpus Christi, która z kolei jest częścią Zatoki Meksykańskiej.
Do 1848 roku rzeka stanowiła granicę Teksasu i Meksyku.